# Abbeville (Alabama)
Abbeville je město v americkém státě Alabama, hlavní město okresu Henry County. V roce 2007 mělo město 2 944 obyvatel. Sídlí zde dvě vysoké školy a sociální instituce jako například Červený kříž.

## Geografie
Město leží na jihovýchodě Alabamy v severní části County. Na východě je vzdáleno cca 22 km od Georgie, na jihu zhruba 40 km od města Eufala.